# Bisdom Mocoa-Sibundoy
Het bisdom Mocoa-Sibundoy (Latijn: Dioecesis Mocoënsis-Sibundoyensis) is een rooms-katholiek bisdom met als zetels Sibundoy en Mocoa, in Colombia. Het bisdom is suffragaan aan het aartsbisdom Florencia. 

## Geschiedenis
Het bisdom werd opgericht op 20 december 1904, als de apostolische prefectuur Caquetá, uit delen van het bisdom Pasto. Op 31 mei 1930 werd het verheven tot apostolisch vicariaat. Op 8 februari 1951 veranderde het van naam naar apostolisch vicariaat Sibundoy. Op 29 oktober 1999 werd het verheven tot bisdom, veranderde van naam naar bisdom Mocoa-Sibundoy, en werd suffragaan aan het aartsbisdom Popayan. Op 13 juli 2019 wisselde het van kerkprovincie en werd suffragaan aan het nieuw verheven aartsbisdom Florencia. 

## Parochies
Het bisdom had in 2021 een oppervlakte van 24.885 km2 en telde 371.327 inwoners waarvan 78,4% rooms-katholiek was.

## Ordinarii

### Prefecten
- Josep Pujol i Coll (28 januari 1905 - 31 mei 1930)

### Apostolisch vicarissen
- Miguel Gaspar Monconill y Viladot (30 juni 1930 - 26 februari 1946)
- Camilo Plácido Crous y Salichs (10 april 1947 - 16 januari 1971)
- Ramón Mantilla Duarte (16 januari 1971 - 26 april 1977)
- Rafael Arcadio Bernal Supelano (27 februari 1978 - 29 maart 1990)

### Bisschoppen
- Fabio de Jesús Morales Grisales (15 april 1991 - 18 oktober 2003)
- Luis Alberto Parra Mora (18 oktober 2003 - 1 december 2014)
  - Iván Antonio Marín López (apostolisch administrator: 1 december 2014 - 15 december 2015)
- Luis Albeiro Maldonado Monsalve (15 oktober 2015 - heden)

## Galerij van afbeeldingen

Wapen van het bisdom Mocoa-Sibundoy

Florencia (aartsbisdom) · Mocoa-Sibundoy · San Vicente del Caguán